# الفن+النسوية
الفن والنسوية (بنُسق الفن+النسوية) هو إديتاثون أو ورشة تحرير جماعية على مستوى العالم لإضافة محتوى نسوي على ويكيبيديا فيما يخص الشخصيات الفنية والفنانات. أسس المشروع كل من سيشان إيفانز وجاكلين مابي ومايكل مانديبرج ولوريل بتاك، ووُصف بأنه «جُهد واسع النطاق لتصحيح التحيز المُستمر في ويكيبيديا، والذي كُتب بشكل غير مُتناسب من قبل وعن الرجال».
عام 2014، استقطبت الحملة الافتتاحية للفن+النسوية 600 مُتطوع في 30 مُناسبة مُنفصلة. وفي العام التالي، استقطبت الحملة 1300 مُتطوع في 70 فعالية في 17 دولة في أربع قارات.